# Ureligiøs
Det at være ureligiøs rangerer fra religiøse og ikke-religiøse holdninger. Betegnelsen "ureligiøs" er et meget bredt begreb, som findes i mange grader, som udtrykker en manglende stillingstagen og manglende interesse for religion. 
Ureligiøs bliver ofte forvekslet med antireligiøs, ateisme og agnosticisme. (Ateisme er fraværet af tro på højere magter, mens agnosticisme er benægtelse af vished om højere magter.)
For den ureligiøse er religionen gledet mere eller mindre ud af personens liv, men det betyder ikke, at denne ikke tilhører nogen religion. Langt de fleste - om ikke alle - verdens ureligiøse tilhører officielt en religion, og de bliver som regel også gift i deres religions kirke eller tempel, men det karakteristiske er, at religionen ikke spiller nogen væsentlig rolle i dagligdagen. Som sådan er en ureligiøs person en, der er præget af en meget høj form for sekularisering. For de ureligiøse er folk, der argumenterer for deres handlinger ved at henvise til biblen, mere eller mindre mærkelige.